# Haruka Kasai
Haruka Kasai, född 4 februari 2004 i Sapporo är en japansk backhoppare och nordisk kombinationsåkare.
Hennes tvillingsyster, Yuna Kasai, är en mer framgångsrik längdåkare medan Haruka utmärker sig som backhoppare. Ingen av dem har någon familjerelation till Noriaki Kasai. 
Haruka Kasai ingick i det japanska lag som tog silver i backhoppning vid Juniorvärldsmästerskapen i nordisk skidsport 2022 i polska Zakopane. Hon tog också silver individuellt i nordisk kombinationstävlingen. Helgen efter följde hon upp det med två andraplatser i världscupen i nordisk kombination i Schonach i Tyskland